# Joseph Gordon Coates

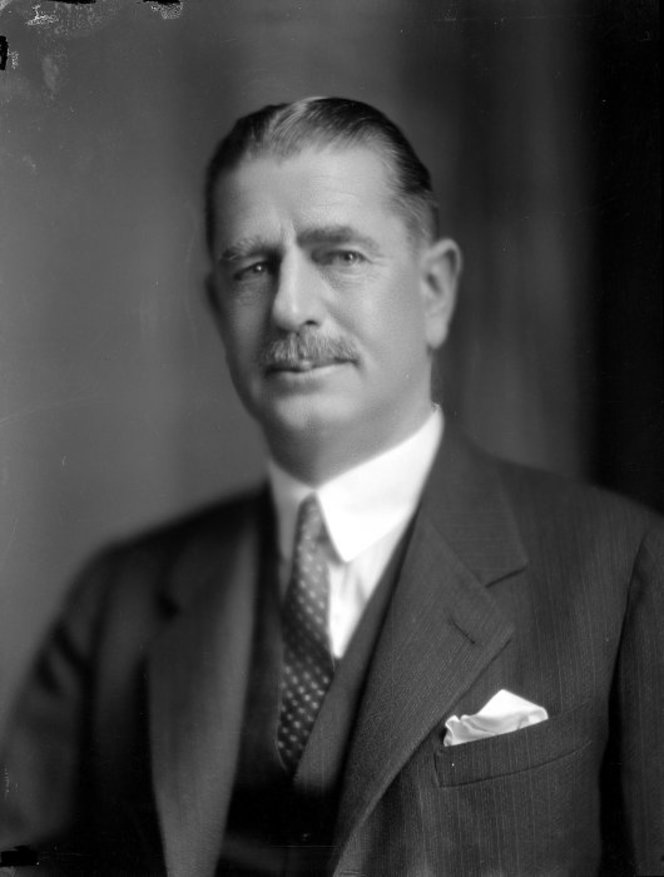
Joseph Gordon Coates (1931).

Joseph Gordon Coates, född 3 februari 1878, död 27 maj 1943, var en nyzeeländsk politiker.
Coates var från 1911 ledamot av parlamentet, och deltog 1917-1918 i första världskriget. Han var från 1919 chef för olika departement, och blev 1925 Nya Zeelands premiärminister i "reformpartiets" ministär och avgick 1928, sedan nyvalen tryggat det nybildade "förenade partiets" majoritet.